# Georges Petetin
 (septembre 2021).
- Si vous ne connaissez pas le sujet, laissez ce bandeau (vous pouvez alors contacter les auteurs).
- Si vous supprimez le contenu mis en cause (vous pouvez préalablement contacter les auteurs),

argumentez précisément cette suppression dans la page de discussion
(un manque de référence n'est pas un argument ; une recherche réelle de référence doit avoir été effectuée, être formellement documentée).

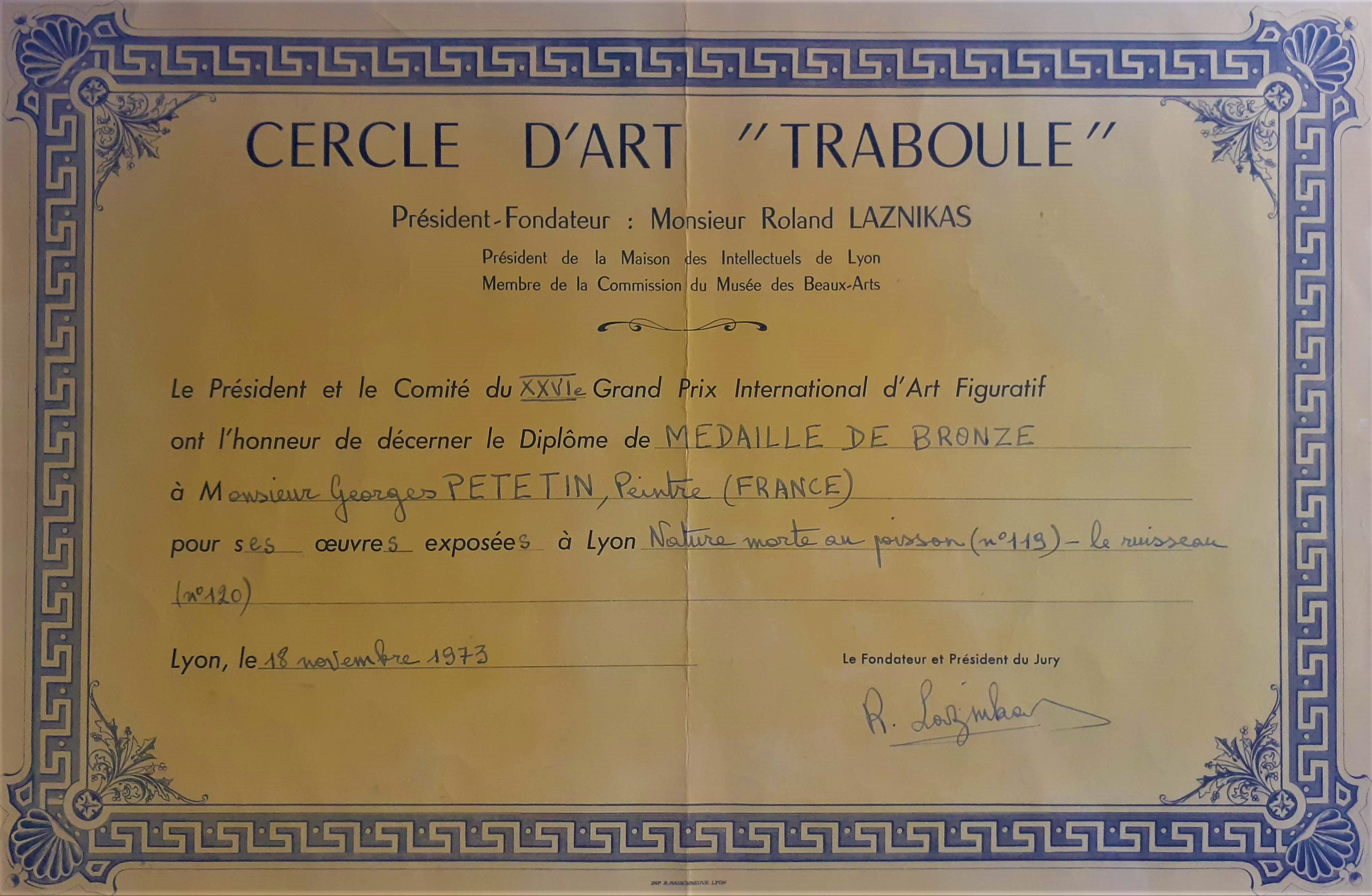
Médaille de bronze grand prix international d'art figuratif, Lyon le 18 novembre 1973.

Georges Camille Gabriel Petetin, né le 10 février 1920 à Saint-Lupicin (Jura) et mort le 13 janvier 2012 à Auxerre, est un peintre et sculpteur français.

## Biographie
Georges Petetin fut élevé à Saint-Lupicin dans le Jura, par ses parents (Marie Louise Leguay et Gaston Petetin) et ses grands-parents (Valentine et Edmond Leguay). Il passa beaucoup de temps chez ses grands-parents à Septmoncel, dans le Haut-Jura. C’est auprès d’eux qu’il développa son goût pour les grands espaces et son amour pour la nature.
À l’adolescence, ses parents partirent avec lui à Besançon. Il intégra l’école des Beaux-Arts de Besançon en 1934 et y étudia jusqu'en 1936. Il obtint, à la fin de ce cursus, le 3e prix « Buste d’après l’Antique » (cours de sculpture de M. Laëthier) et le 1er accessit « Ornement » (cours de dessin de M. Pothier).
Ces prix lui permirent l’obtention de la bourse du legs Jean Petit, ainsi continua-t-il ses études d’art à Paris.
Il fut admis en 1937 aux Beaux-Arts de Paris, où il suivit, entre autres, l’enseignement de Louis Roger de 1937 à 1939. Sa bourse ne lui permettant pas de vivre, il travailla comme décorateur de théâtre parallèlement à ses études.
Émile Bernard remarqua son talent en 1934, il le prit en amitié, devint son maître de 1937 à 1941 et lui fit rencontrer de nombreuses personnalités.
Lorsque la Seconde Guerre mondiale éclata, Émile Bernard lui fit une lettre demandant « à monsieur le capitaine du régiment d’infanterie 24, sixième compagnie, de vouloir bien effacer [son] élève, Georges Petetin auprès de l’autorité militaires ; afin qu’il puisse suivre ses cours à l’École des Beaux-Arts de Paris ». Malgré les efforts de son maître, Georges Petetin partit au front en 1940. Lors de la bataille de Château-Porcien en 1941, il fut blessé par un éclat d’obus et partit à Reims puis à Pau en convalescence, où il profita de ce court moment pour exposer quelques œuvres au musée de Pau. De retour à Besançon il se maria le 17 juin 1943 avec Elsa Martinelli (1922–2020).
Georges Petetin vécut de son art en exposant principalement à la galerie de l’ancienne poste de Besançon. Il rejoindra la Société des artistes français en 1964 et exposera régulièrement au Grand Palais à Paris.
Comme Gustave Courbet et Léon Tirode, il représenta le ruisseau de Plaisir Fontaine à Ornans, le Puits Noir, la vallée de la Loue, la gouille à la chèvre ; mais aussi d’autre paysage typiquement jurassien et bisontins tels que la fosse de Saône, les sources de la Loue, le ruisseau de la Brême, le lac de Saint-Point à Malbuisson, la forêt de Chaux, ou encore le petit et le grand désert de Bregille.
À partir des années 1970, Georges Petetin fit prendre à sa carrière une tout autre envergure. Il reçut sa première médaille pour un grand prix international en 1973 (grand prix international d'art figuratif, cercle d'art Traboule, médaille de bronze) pour ses tableaux la Nature morte au poisson et Le Ruisseau. Il commença aussi à exposer aux États-Unis, notamment à Tri-Cities, San Francisco et Washington.
Il remporta en 1974 le diplôme de médaille de bronze d’Arts-Sciences-Lettres,, puis le prix de la nature morte (grand prix international d’art contemporain à Lyon). Au Salon et concours international de Bourgogne France-Comté, il reçut une autre médaille en 1978 et obtint la médaille d’or dans la catégorie « Art figuratif classique » en 1983.
Il quitta Besançon en 1999 pour aller vivre à Auxerre, dans l’Yonne, où il continua à peindre et à sculpter. Il exposa régulièrement à Auxerre, à la galerie TIA à Migennes et à Sens. L’une de ses peintures fut publiée dans le livre L'Yonne et les peintres pour illustrer la cathédrale gothique Saint-Étienne d’Auxerre.
En 2008, des soucis de santé l’empêchèrent d’exercer. Il mourut à son domicile à Auxerre le 13 janvier 2012.

## Source d’inspiration et technique
Georges Camille Petetin est un peintre figuratif qui s’inscrit dans une lointaine lignée de Gustave Courbet. Son inspiration vient aussi de la peinture italienne et hollandaise qu’il préfère à la peinture moderne.

## Expositions
- 1937 : musée de l’orangerie (exposition fondation Blumenthal), Paris.
- 1941 : musée des Beaux-Arts de Pau.
- 1941 : galerie de l’ancienne poste, Besançon.
- 1964-1983 : Salon des artistes français, Grand Palais, Paris[5].
- 1970 : Yakima (Washington), USA.
- 1972 et 1975 : Harris Fine Arts Center, Brigham Young University, Provo (Utah), USA[14].
- 1973 et 1975 : Richland (Washington), USA.
- 1976 : Salon la liberté Grand Palais, Paris[15]. Tableau : Nature morte à la bougie.
- 1977 : galerie la rose Traversée, Bruxelles, Belgique.
- 1979 : chapelle des Jésuites (ou chapelle du lycée) Chaumont. Tableau exposé : Port d’Ostende.
- 1981 : galerie Maxim, Yvoire, France.
- 1985-1991 : galerie de la banque populaire de l’Yonne, Auxerre.
- 1987 et 1988 : Sutter Gallery, San Francisco (Californie), USA.
- 1988-1991 : galerie TIA, Migennes.
- 1990 : Salon des artistes français, Grand Palais, Paris[16]. Tableau exposé : Fonte des neiges dans le jura 1887.
- 1991 : Salon France America, Washington (district de Columbia), USA[17].

## Récompenses et titres
- 1936 : prix de l’école des beaux-arts de Besançon, 3e prix « Buste d’après l’antique », 1er accessit « Ornement ».
- 1936 : titulaire du legs Petit Jean de la Ville de Besançon.
- 1968-1983 : sociétaire de la Société des artistes français[5].
- 1973 : médaille du grand prix international d’art figuratif, cercle d'art Traboule[8], médaille de bronze pour Nature morte au poisson no 119 et Le Ruisseau no 120[8].
- 1974 : grand prix international d’art contemporain de la nature morte à Lyon, prix de nature morte pour La Soupe aux choux.
- 1974 : diplôme et médaille arts sciences lettres diplôme[9],[10], médaille de bronze.
- 1978 : Salon international de bourgogne Franche-Comté, 1er grand prix de Dijon, médaille de bronze dans la catégorie « Art figuratif classique ».
- 1983 : concours international de Bourgogne Franche-Comté, 6e grand prix de Dijon, médaille d’or dans la catégorie « Art Figuratif classique ».
- 1991 : attestations de participation pour une exposition à Washington, USA.

## Quelques oeuvres

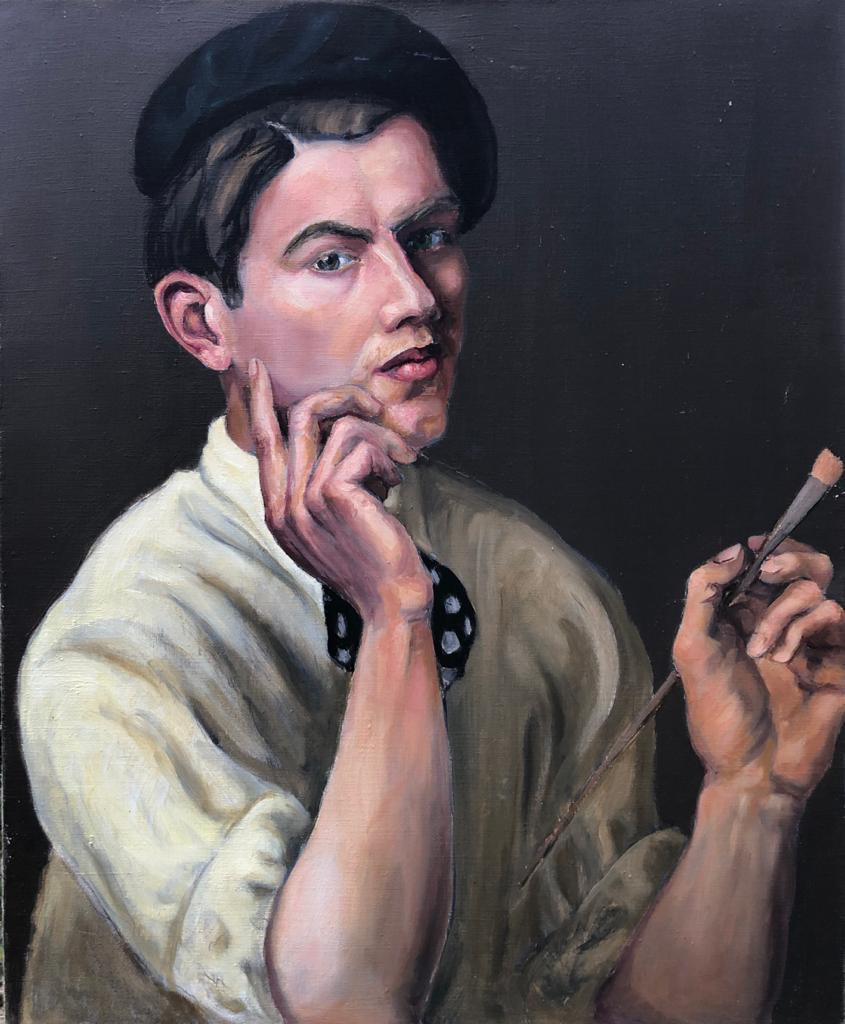
Autoportrait
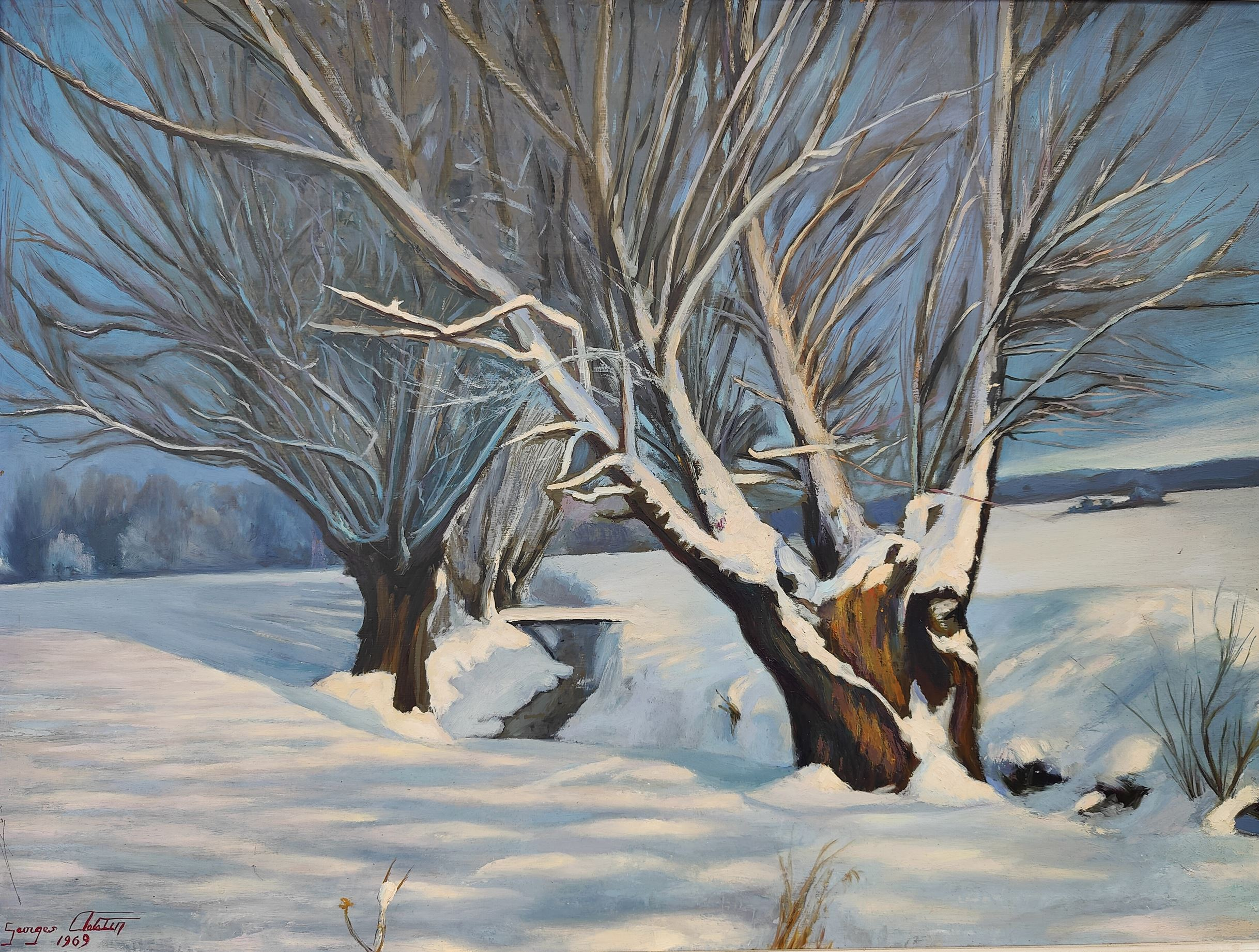
Marais de Saône sous la neige
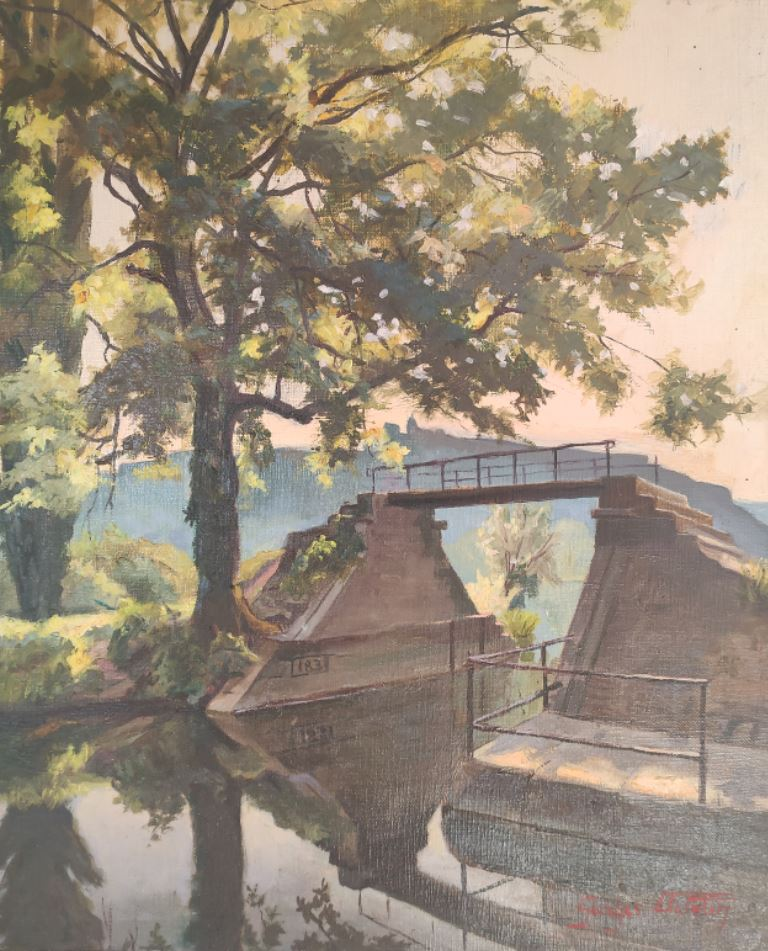
La gare d'eau
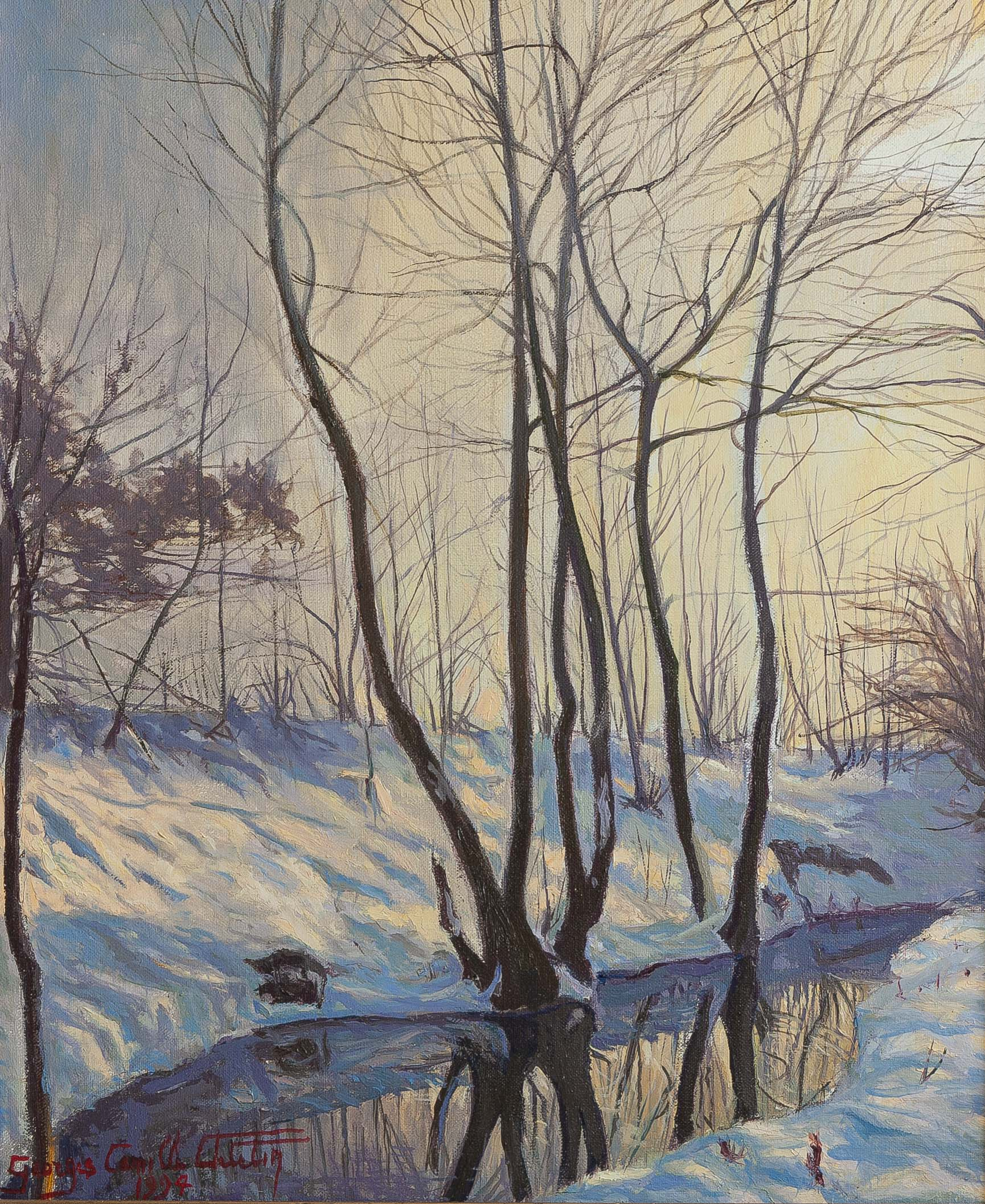
Marais de Saône sous la neige
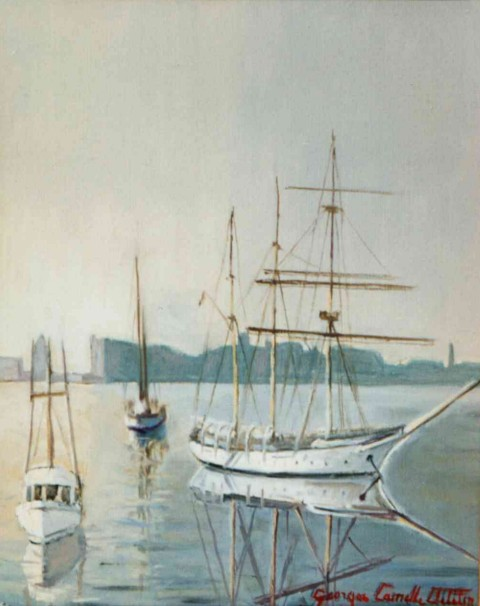
Marine
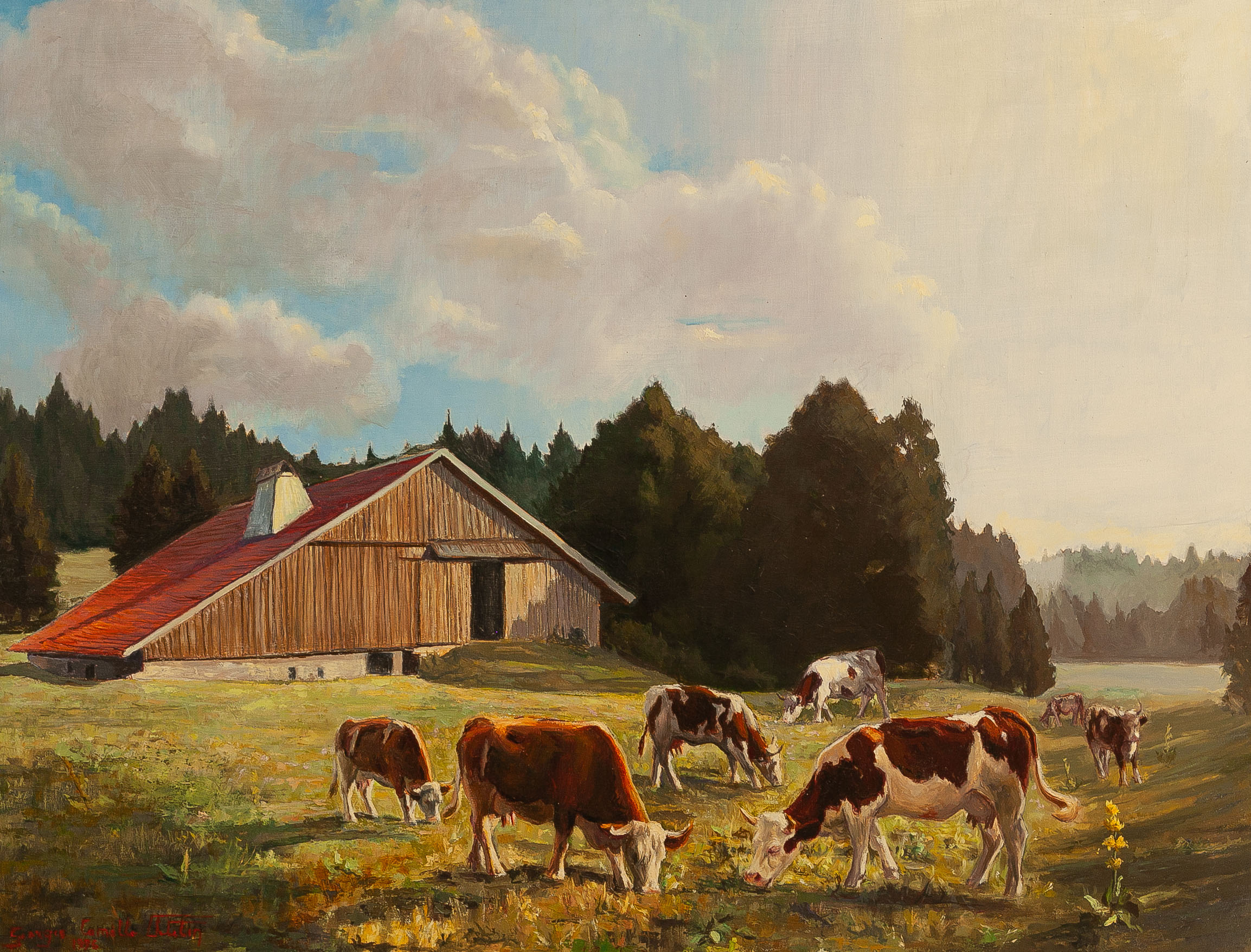
Ferme du haut doubs
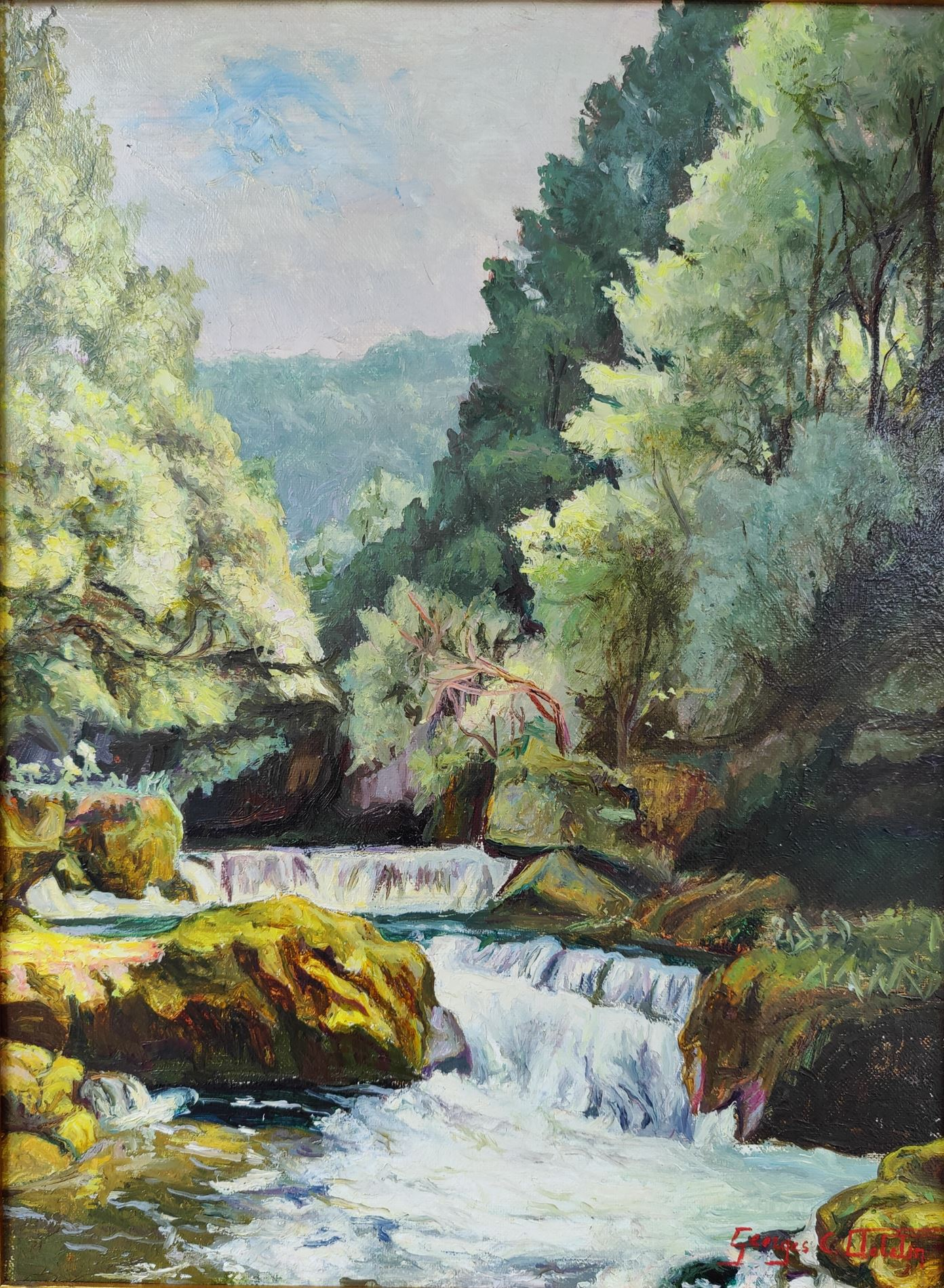
Gorges de Nouailles
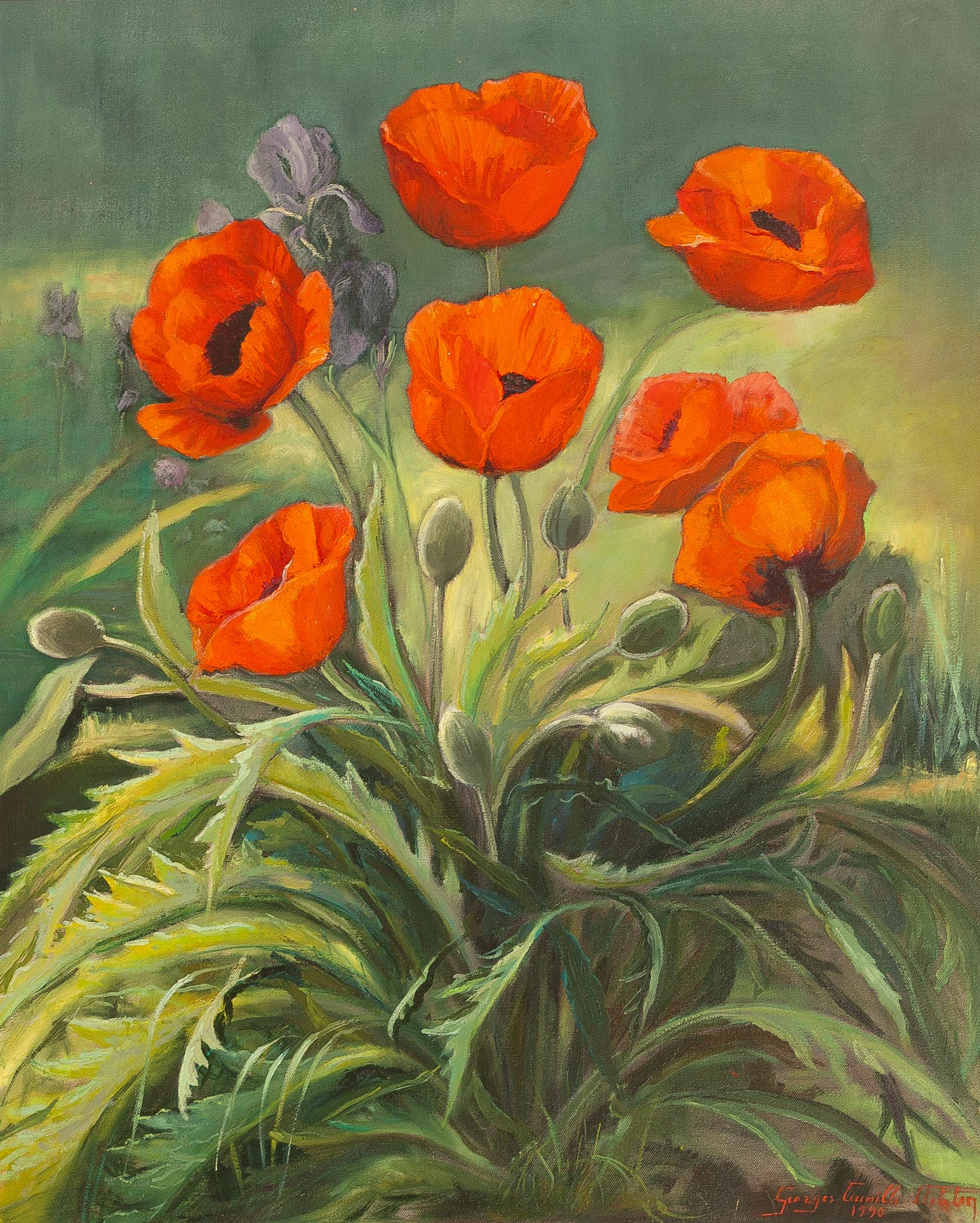
Les pavots
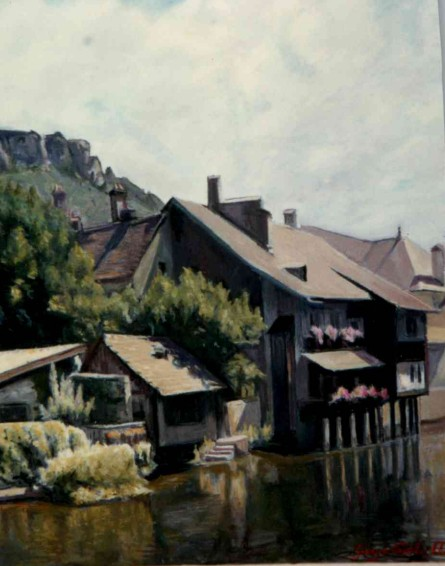
Ornans
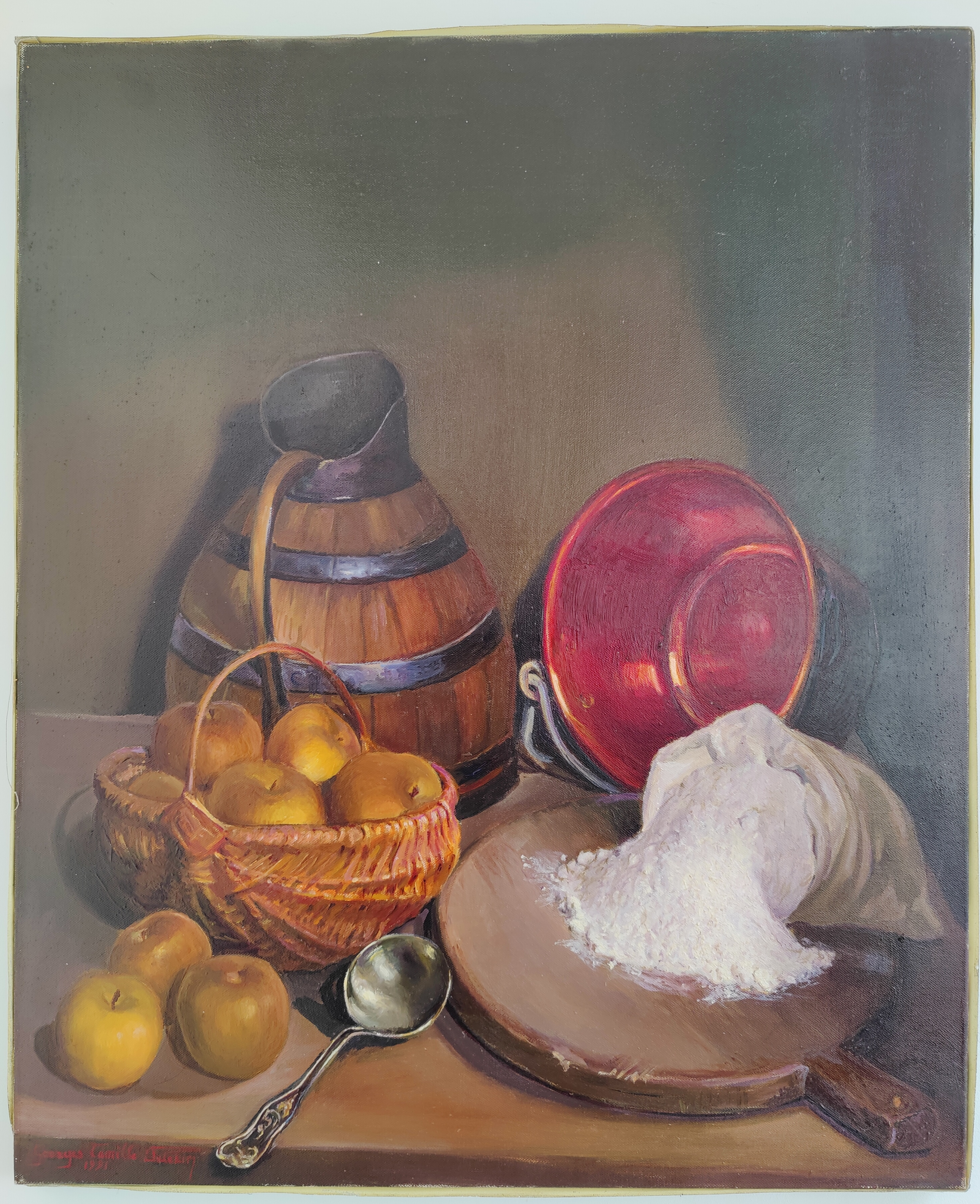
Nature morte tarte aux pommes